# هدر ماکسول
هدر ماکسول (انگلیسی: Heather Maxwell؛ زادهٔ September 12) خواننده، ترانه‌سرا اهل ایالات متحده آمریکا است. وی از سال ۱۹۹۰ میلادی تاکنون مشغول فعالیت بوده‌است.
وی همچنین برندهٔ جوایزی همچون برنامه فولبرایت شده‌است.